# پونتیاک سالستیس
پونتیاک سالستیس (Pontiac Solstice) خودرویی است که در سال‌های ۲۰۰۵ تا ۲۰۰۹در ویلمینگتن و ایالات متحده آمریکا تولید شده‌است. طراحی آن خودروهای موتور جلو-محور عقب بوده است.